# Fußball-Weltmeisterschaft 2006/Südkorea
Dieser Artikel behandelt die südkoreanische Nationalmannschaft bei der Fußball-Weltmeisterschaft 2006 in Deutschland.

## Qualifikation

### Zweite Runde
| Südkorea – Libanon   | 2:0 (0:0) |
| Malediven – Südkorea | 0:0       |
| Südkorea – Vietnam   | 2:0 (1:0) |
| Vietnam – Südkorea   | 1:2 (0:0) |
| Libanon – Südkorea   | 1:1 (1:1) |
| Südkorea – Malediven | 2:0 (0:0) |

### Dritte Runde
| Südkorea – Kuwait        | 2:0 (0:0) |
| Saudi-Arabien – Südkorea | 2:0 (1:0) |
| Südkorea – Usbekistan    | 2:1 (0:0) |
| Usbekistan – Südkorea    | 1:1 (0:0) |
| Kuwait – Südkorea        | 0:4 (0:2) |
| Südkorea – Saudi-Arabien | 0:1 (0:1) |

## Südkoreanisches Aufgebot
| Nr.               | Name            | Verein vor WM-Beginn    | Geburtstag | Spiele   | Tore     |          |          |          |          |
| Torhüter          | Torhüter        | Torhüter                | Torhüter   | Torhüter | Torhüter | Torhüter | Torhüter | Torhüter | Torhüter |
| ----------------- | --------------- | ----------------------- | ---------- | -------- | -------- | -------- | -------- | -------- | -------- |
| 1                 | Lee Woon-jae    | Suwon Bluewings         | 26.04.1973 | 3        | 0        | 0        | 0        | 0        |          |
| 20                | Kim Yong-dae    | Ilhwa Chunma            | 11.10.1979 | 0        | 0        | 0        | 0        | 0        |          |
| 21                | Kim Young-kwang | Jeonnam Dragons         | 28.06.1983 | 0        | 0        | 0        | 0        | 0        |          |
| Abwehrspieler     |                 |                         |            |          |          |          |          |          |          |
| 2                 | Kim Young-chul  | Ilhwa Chunma            | 30.06.1976 | 2        | 0        | 1        | 0        | 0        |          |
| 3                 | Kim Dong-jin    | FC Seoul                | 29.01.1982 | 2        | 0        | 1        | 0        | 0        |          |
| 4                 | Choi Jin-cheul  | Jeonbuk Hyundai Motors  | 26.03.1971 | 3        | 0        | 1        | 0        | 0        |          |
| 6                 | Kim Jin-kyu     | Júbilo Iwata            | 16.02.1985 | 2        | 0        | 1        | 0        | 0        |          |
| 12                | Lee Young-pyo   | Tottenham Hotspur       | 23.04.1977 | 3        | 0        | 0        | 0        | 0        |          |
| 22                | Song Chong-gug  | Suwon Bluewings         | 20.02.1979 | 1        | 0        | 0        | 0        | 0        |          |
| 23                | Cho Won-hee     | Suwon Bluewings         | 17.04.1983 | 0        | 0        | 0        | 0        | 0        |          |
| Mittelfeldspieler |                 |                         |            |          |          |          |          |          |          |
| 5                 | Kim Nam-il      | Suwon Bluewings         | 14.03.1977 | 3        | 0        | 0        | 0        | 0        |          |
| 7                 | Park Ji-sung    | Manchester United       | 25.02.1981 | 3        | 1        | 0        | 0        | 0        |          |
| 8                 | Kim Do-heon     | Ilhwa Chunma            | 14.07.1982 | 0        | 0        | 0        | 0        | 0        |          |
| 10                | Park Chu-young  | FC Seoul                | 10.07.1985 | 1        | 0        | 1        | 0        | 0        |          |
| 13                | Lee Eul-yong    | Trabzonspor             | 08.09.1975 | 2        | 0        | 0        | 0        | 0        |          |
| 15                | Baek Ji-hoon    | FC Seoul                | 28.02.1985 | 0        | 0        | 0        | 0        | 0        |          |
| 17                | Lee Ho          | Ulsan Horang-i          | 22.10.1984 | 3        | 0        | 1        | 0        | 0        |          |
| 18                | Kim Sang-shik   | Ilhwa Chunma            | 17.12.1976 | 2        | 0        | 0        | 0        | 0        |          |
| Stürmer           |                 |                         |            |          |          |          |          |          |          |
| 9                 | Ahn Jung-hwan   | MSV Duisburg            | 27.01.1976 | 3        | 1        | 1        | 0        | 0        |          |
| 11                | Seol Ki-hyeon   | Wolverhampton Wanderers | 08.01.1979 | 2        | 0        | 0        | 0        | 0        |          |
| 14                | Lee Chun-soo    | Ulsan Horang-i          | 09.07.1981 | 3        | 1        | 2        | 0        | 0        |          |
| 16                | Chung Kyung-ho  | Gwangju Sangmu FC       | 22.05.1980 | 0        | 0        | 0        | 0        | 0        |          |
| 19                | Cho Jae-jin     | Shimizu S-Pulse         | 09.07.1981 | 3        | 0        | 0        | 0        | 0        |          |
| Trainer           |                 |                         |            |          |          |          |          |          |          |
|                   | Dick Advocaat   |                         | 27.09.1947 |          |          |          |          |          |          |

## Spiele Südkoreas

### Quartier der Mannschaft
Schlosshotel Bensberg in Bergisch Gladbach. Trainingsplatz war die BayArena von Bayer 04 Leverkusen.

### Vorrunde
- Südkorea –  Togo 2:1 (0:1)

- Frankreich –  Südkorea 1:1 (1:0)

- Schweiz –  Südkorea 2:0 (1:0)

Details siehe Fußball-Weltmeisterschaft 2006/Gruppe G